# Gabriele Caprio
Gabriele Caprio (Roma, 5 febbraio 2004) è un attore e doppiatore italiano.

## Biografia
Gabriele Caprio nasce a Roma il 5 febbraio 2004. È figlio dell'attore e doppiatore Mino Caprio e fratello maggiore dell'attore e doppiatore Teo Achille Caprio.
Come attore ha esordito nel 2011 nella serie televisiva Cugino & cugino, interpretando il figlio del protagonista (Giulio Scarpati), e ha poi fatto parte del cast fisso di serie televisive come Rosso San Valentino (2013) e Una buona stagione (2014). Nel 2017 esordisce al cinema nella commedia La mia famiglia a soqquadro, diretta da Max Nardari, interpretando il protagonista Martino, un bambino di 11 anni che cerca di far separare i genitori nella convinzione che i figli di genitori separati siano più felici; nel film compare anche il padre Mino nel ruolo del professore di matematica. È inoltre apparso nel film a episodi Diversamente (2021), diretto nuovamente da Nardari, interpretando Marco, co-protagonista dell'episodio L'amore non ha religione.
Come doppiatore ha esordito all'età di 5 anni. Ha doppiato Pinocchio nell'omonimo film d'animazione italiano (2012), diretto da Enzo D'Alò, che vede nel cast vocale anche il padre Mino nel ruolo di Geppetto. Per questa interpretazione ha ottenuto nel 2014 il premio del pubblico "Miglior voce maschile di un cartone animato" al Gran Galà del Doppiaggio Romics DD. Ha inoltre doppiato il protagonista Sebastien (interpretato da Félix Bossuet) nella trilogia Belle & Sebastien, Belle & Sebastien - L'avventura continua e Belle & Sebastien - Amici per sempre. Altri protagonisti doppiati sono Aidan Gallagher (solo nella prima stagione) nella sitcom Nicky, Ricky, Dicky & Dawn, Andrzej Tkacz e Kamil Tkacz in Corri ragazzo corri, Emjay Anthony in Krampus - Natale non è sempre Natale, Oskar Keymer in Aiuto, ho ristretto la prof!, e il personaggio di Rusty Rivets (solo nella prima stagione) nella serie televisiva animata Rusty Rivets. Tra gli altri lavori al leggio si segnala il doppiaggio degli attori Jaden Michael in La stanza delle meraviglie, Justin Cunningham in When They See Us, Thomas Gioria in L'affido - Una storia di violenza, Jaeden Lieberher in St. Vincent, Connor Fielding e Owen Fielding in Diario di una schiappa e il personaggio di Nicky nel film d'animazione L'incantesimo del drago.

## Filmografia

### Cinema
- La mia famiglia a soqquadro, regia di Max Nardari (2017)
- Diversamente, episodio L'amore non ha religione, regia di Max Nardari (2021)

### Televisione
- Cugino & cugino - serie TV, 11 episodi (2011)
- La donna che ritorna - serie TV (2011)
- Don Matteo - serie TV, episodio "Il bambino conteso" (2011)
- Che Dio ci aiuti, serie TV, episodio "Il fantasma del palcoscenico" (2012)
- Rosso San Valentino, serie TV, 6 episodi (2013)
- Una buona stagione, serie TV, 6 episodi (2014)
- L'alienista, serie TV, episodio "Omicidi nascosti" (2018)

## Teatro
- Un bel gioco dura... molto (2010), regia di G. Ducros

## Doppiaggio

### Cinema
- Félix Bossuet in Belle & Sebastien, Belle & Sebastien - L'avventura continua, Belle & Sebastien - Amici per sempre
- Samuel Joslin in Paddington, Paddington 2, Paddington in Perù
- Jaeden Martell in Midnight Special - Fuga nella notte, St. Vincent
- Ty Simpkins in Jurassic World, Little Children
- Emjay Anthony in Krampus - Natale non è sempre Natale, Chef - La ricetta perfetta
- Pierce Gagnon in Looper - In fuga dal passato
- Garrett Wareing in L'ottava nota
- Noah Lomax in Quello che so sull'amore
- Connor Fielding e Owen Fielding in Diario di una schiappa
- Percy Hynes White in Notte al museo - Il segreto del faraone
- Quinn Broggy in Fair Game - Caccia alla spia
- Junior Magale in Machine Gun Preacher
- Jaden Michael in La stanza delle meraviglie
- Henry Kelemen in I pinguini di Mr. Popper
- Riley Thomas Stewart in Mr. Beaver
- Oscar Sanders in La corrispondenza
- Daniel Huttlestone in Into the Woods
- Jack Coghlan in Devil's Knot - Fino a prova contraria
- Bryant Prince in The Lone Ranger
- Luke Colombero in The Pretty One
- Seth Schenall in La guerra di domani
- Juan Martinez in Home Run
- Luke Ganalon in Bless Me, Ultima - Oltre il bene e il male
- Andrew Villarreal in Boyhood
- Aldo Maland in Le origini del male
- Major Dodson in Left Behind - La profezia
- Louis Durant in Dio esiste e vive a Bruxelles
- Matt Lintz in La regola del gioco
- Fran García in Zip & Zap e il club delle biglie
- Noah Schnapp in Il ponte delle spie
- Jakob Davies in I bambini di Cold Rock
- Siam Yu in Guida alla morte per principianti
- Connor Berry in Piccole canaglie alla riscossa
- David Schallipp e Matthew Schallipp in Motherhood - Il bello di essere mamma
- Oskar Keymer in Aiuto, ho ristretto la prof!
- Valin Shinyei in Una tata sotto copertura
- Patrick McAuley in The Conjuring - Il caso Enfield
- Merlin Apostolo in 150 milligrammi
- Zen McGrath in Il volo del falco
- Darius Williams in Dinosaur Island - Viaggio nell'isola dei dinosauri
- Jacob Horsley in Monkey in the Middle - Momo superstar
- Milo Parker in Miss Peregrine - La casa dei ragazzi speciali
- Colin Critchley in Le leggende del tempio nascosto
- Kelton DuMont in Arsenal
- Zane Austin in Max 2 - Un eroe alla Casa Bianca
- Théophile Baquet in La guerra dei bottoni
- Thomas Gioria in L'affido - Una storia di violenza
- Sacha Villecroze in Juste un peu d@mour
- Miguel Wansing Lorrio in Maga Martina 2 - Viaggio in India
- Alex Balaganskiy in Partisan
- Pablo Vicinius in 5X Favela, Agora por Nos Mesmos
- Emirhan Doruktutan in Il regno d'inverno - Winter Sleep
- Andrzej Tkacz e Kamil Tkacz in Corri ragazzo corri
- Diego Delpiano in Ötzi e il mistero del tempo
- Gaspard Meier-Chaurand in Vento di primavera
- Florian Goutiéras in Agathe Cléry
- Marcus Antturi in I sogni segreti di Walter Mitty
- Gideon Jacobs	in Wet Hot American Summer

### Film d'animazione
- Pinocchio in Pinocchio
- Schroeder in Snoopy & Friends - Il film dei Peanuts
- Diego in Il più grande uomo scimmia del Pleistocene
- Taylor McTuttle in An El’s Story: The Elf on the Shelf
- Johnny in Niko e Johnny - Due renne nei guai
- Dern Daring in Imaginext Adventures
- Nicky in L'incantesimo del drago

### Film per la televisione
- Sam Ashe Arnold in Mommy's Little Murder
- Auden Larratt in Segreti in famiglia
- Reed Ramsden in Vendetta premeditata
- Wainde Wane in La piccola grande voce

### Serie televisive
- Keidrich Sellati in The Americans (prima voce, stagioni 1-3)
- Landon Gimenez in Resurrection
- Caleel Harris in When They See Us
- Aidan Gallagher in Nicky, Ricky, Dicky & Dawn (prima voce, stagione 1)
- Blake Garrett Rosenthal in Mom
- Kyle Red Silverstein e Armani Jackson in Grey's Anatomy
- Mason Vale Cotton in Mad Men
- Rowan Longworth in The Killing
- Brenock O'Connor e Robert Aramayo in Il trono di spade
- Steele Stebbins in Crazy Ex-Girlfriend
- Jake Shingler in Wolfblood - Sangue di lupo
- Billy Jenkins in The Crown
- Asher Angel in Criminal Minds: Beyond Borders
- Lonnie Chavis in This is Us
- David Mazouz in Major Crimes
- Santi Diaz in Velvet
- Hector Santiago in Back in the Game
- Carter Hastings in Liv e Maddie
- Jimmy Warshawsky e Max Charles in I fantasmi di casa Hathaway
- Anthony Cieslak in The Leftovers - Svaniti nel nulla
- Callum Seagram Airlie in Cedar Cove
- Tanner Flood in Unbreakable Kimmy Schmidt
- Oliver Bell in C'era una volta
- Samuel Bottomley in Sons of Liberty - Ribelli per la libertà
- Wyatt Oleff in Scorpion
- Brandon Nomura in Arrow
- Matteo Frontoni in The Mysteries of Laura
- Gabriel Bateman in Stalker
- Luke Donaldson, Raymond Ochoa e Braden Fitzgerald in The Night Shift
- Jonas Holdenrieder in Marie Is on Fire
- Tom Renault in Suor Therese
- Damien Ferdel in I nostri cari vicini
- Mario Roig in Victor Ros
- Mateo Jalon in Sin identidad
- Emjay Anthony in Rake
- Rodrigo in Tango per la libertà
- Justin Roberts in Nurse Jackie - Terapia d'urto
- Daniel e Roberto in Criminal Minds
- Bruno Díazin Los nuestros
- Juliocesar Chavez	in Grimm
- Dylan Pierce in Anna Karenina
- Jackson Gann in L'alienista

### Soap opera e telenovelas
- Santi Diaz in Lana, fashion blogger

### Serie animate
- Rusty Rivets in Rusty Rivets
- Jack in Riccioli d'Oro e Orsetto
- Claude in Fun with Claude (stagione 2)
- Wurgen in Vicky il vichingo
- Figlio della famiglia Pulcettini in Loopdidoo